# Carmen Consoli (album)
Carmen Consoli è un album di Carmen Consoli, pubblicato da Universal Records nel 2003.

## Descrizione
È la versione per il mercato estero dell'album L'eccezione, di cui esiste anche una seconda versione titolata allo stesso modo ma che presenta la tracklist identica a quella del disco per il mercato italiano. April Showers, versione anglosassone di Pioggia d'Aprile, è stato il primo ed unico singolo estratto.
Il disco contiene due canzoni totalmente inedite, Ain't That Romantic e Lord Of The Oceans, oltre ad una cover in versione rock del celebre successo di Kylie Minogue Can't Get You Out Of My Head.

## Tracce
1. April Showers
2. L'Eccezione
3. Moderato in re minore
4. Wedding Day
5. Mathilda (Hated Tom Cats)
6. Uva acerba
7. Venti del nord
8. Ain't That Romantic
9. Lord Of The Oceans
10. Masino
11. Can't Get You out of My Head
12. Mulini a vento
13. Carmen